# Большая Гудоръя
Большая Гудоръя — река в России, протекает по территории Вуктыльского округа в Республике Коми. Устье реки находится в 1138 км по левому берегу реки Печора. Длина реки составляет 17 км, площадь водосборного бассейна 63 км².
Исток реки находится в южной части обширного болота Козланюр в 22 км к северо-западу от города Вуктыл. Река течёт сначала на юго-восток, в среднем течении поворачивает на юг, а в нижнем — на юго-запад. Всё течение проходит по ненаселённому, частично заболоченному лесу. В нижнем течении скорость течения составляет около 0,6 м/с, ширина реки около 10 метров. Приток — Малая Гудоръя (правый).
Впадает в боковую старицу Печоры в 15 км выше Вуктыла.

## Данные водного реестра
По данным государственного водного реестра России относится к Двинско-Печорскому бассейновому округу, водохозяйственный участок реки — Печора от водомерного поста у посёлка Шердино до впадения реки Уса, речной подбассейн реки — бассейны притоков Печоры до впадения Усы. Речной бассейн реки — Печора.
По данным геоинформационной системы водохозяйственного районирования территории РФ, подготовленной Федеральным агентством водных ресурсов:
- Код водного объекта в государственном водном реестре — 03050100212103000061456
- Код по гидрологической изученности (ГИ) — 103006145
- Код бассейна — 03.05.01.002
- Номер тома по ГИ — 03
- Выпуск по ГИ — 0